# Sloanea grandiflora
Sloanea grandiflora är en tvåhjärtbladig växtart som beskrevs av James Edward Smith. Sloanea grandiflora ingår i släktet Sloanea och familjen Elaeocarpaceae. Inga underarter finns listade i Catalogue of Life.